# Кристал (стадіон, Херсон)
Стадіон «Кристал» — багатофункціональний стадіон, розташований у місті Херсон по вулиці Лютеранській, який використовується для проведення футбольних матчів, домашня арена муніципального футбольного клубу «Кристал».
Кількість індивідуальних пластикових сидінь — 3400.

## Історія
Стадіон «Кристал» було побудовано в Херсоні 1962 року. Після планової реконструкції стадіон став відповідати вимогам ФФУ. Частину трибун було обладнано індивідуальними пластиковими сидіннями.